# Un singe en hiver (film)
Pour les articles homonymes, voir Un singe en hiver.
Pour plus de détails, voir Fiche technique et Distribution.
Un singe en hiver est un film français réalisé par Henri Verneuil, sorti en 1962. Comédie dramatique adaptée du roman du même nom d'Antoine Blondin, ce classique du cinéma français est notamment interprété par Jean Gabin et Jean-Paul Belmondo.

## Synopsis
En juin 1944, Albert Quentin (Jean Gabin), ancien fusilier marin en Chine, tient, avec sa femme Suzanne (Suzanne Flon) rencontrée à La Bourboule, l'hôtel Stella dans le village de Tigreville, sur la côte normande aux environs de Deauville. L'hôtelier se laisse souvent aller à trop boire, le portant à la nostalgie de sa jeunesse militaire, vécue sur le Yang-Tsé-Kiang. Lors d'un bombardement en juin 1944, il promet à Suzanne de ne plus boire si l'hôtel échappe à la destruction ; promesse tenue.
Quinze ans plus tard, un jeune homme dynamique et publicitaire de son état, nommé Gabriel Fouquet (Jean-Paul Belmondo), débarque. Fouquet boit pour effacer l'échec de sa vie sentimentale avec Claire vivant à Madrid; « voyager » en Espagne grâce à l'alcool et rêver de tauromachie. Il souhaite visiter sa petite fille Marie à Tigreville, dans une pension dont Mme Victoria, la directrice pourtant française, parle anglais exclusivement. Les deux hommes n'ayant pas « le vin petit ni la cuite mesquine », vont connaître deux jours d'évasion grâce à l'ivresse; l'un en Espagne et l'autre en Chine. L'occasion d'un duo a cappella sur la fameuse chanson Nuits de Chine. L'apothéose de cette « soûlographie » est atteinte avec un feu d'artifice sur la plage. Le lendemain, Gabriel repart en train avec sa fille, extraite de sa pension, alors qu'Albert se rend sur la tombe de son père. La vie sépare les deux hommes en gare de Lisieux. Avant le changement de correspondance, l'hôtelier prend le temps de raconter à la petite Marie, l'histoire de ces singes chinois en hiver, se perdant dans les grandes villes et pour lesquels les habitants, persuadés de leur âme, dépensent beaucoup d'argent pour les reconduire en train dans la jungle.

Principaux rôles
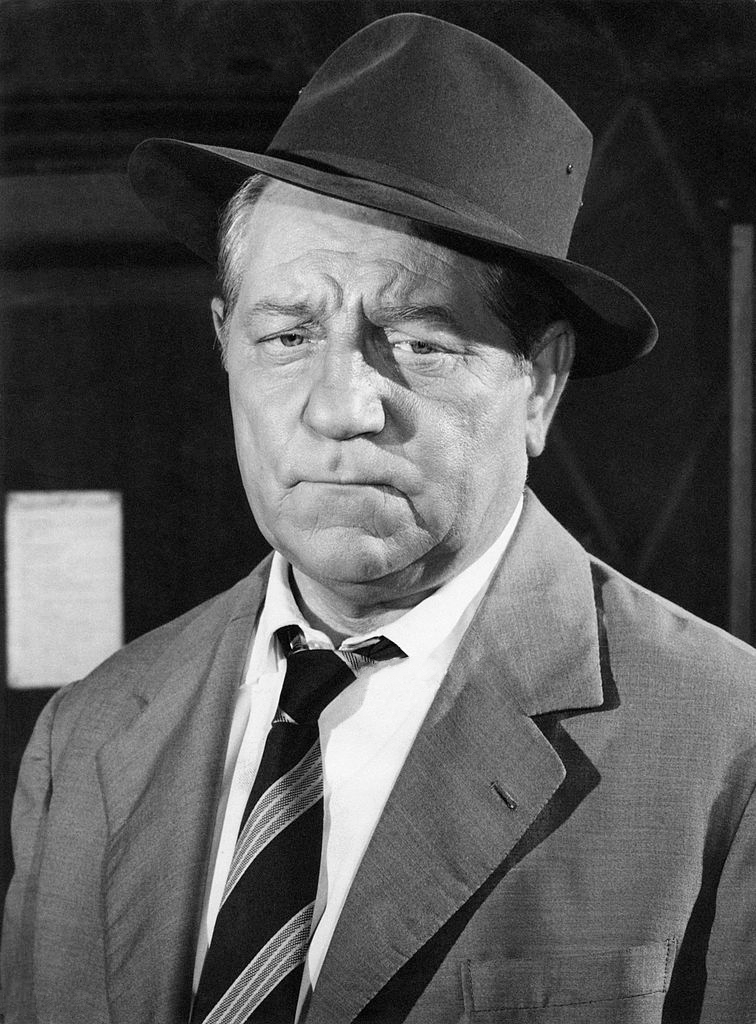
Jean Gabin (Albert Quentin)
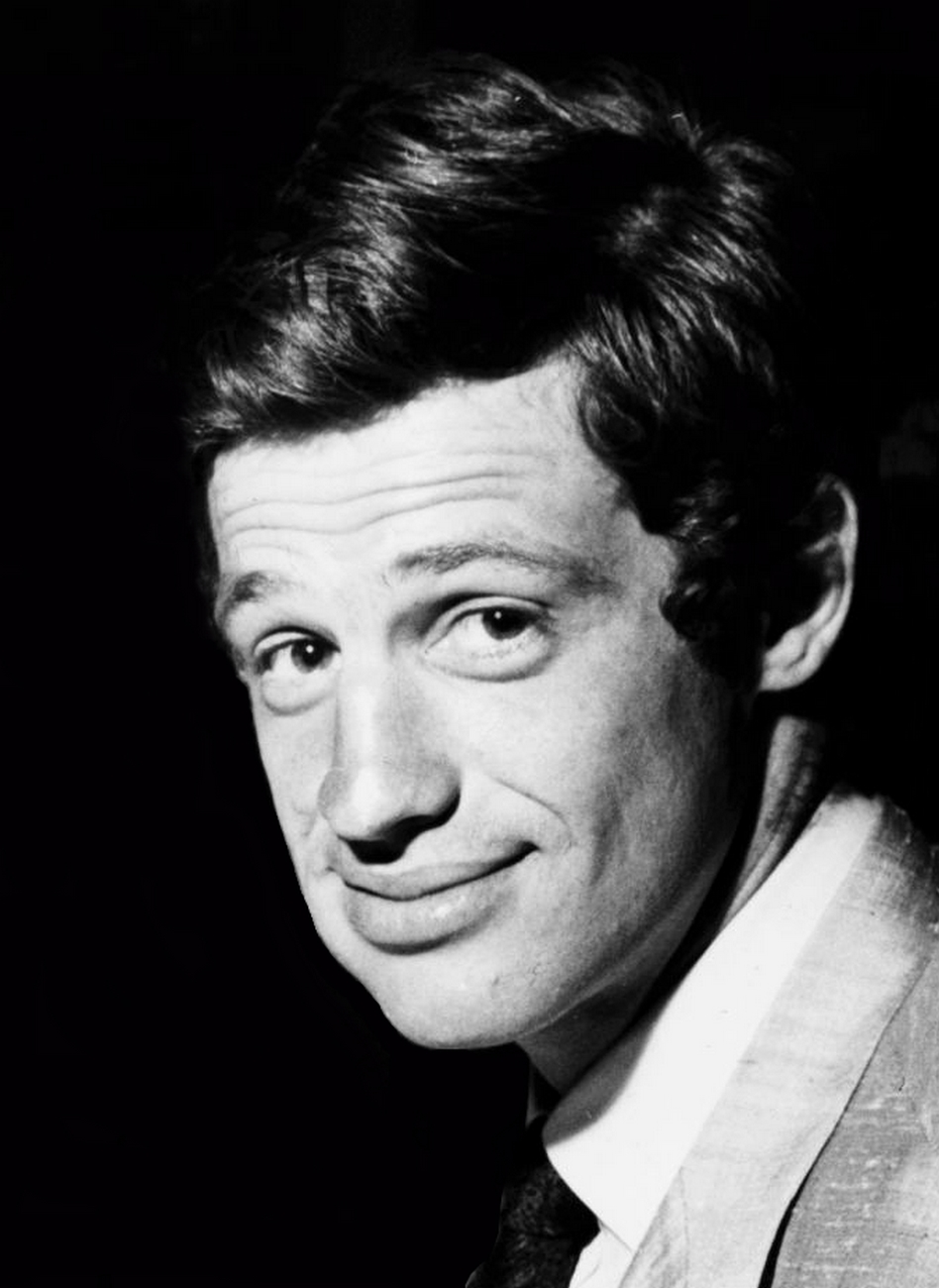
Jean-Paul Belmondo (Gabriel Fouquet)
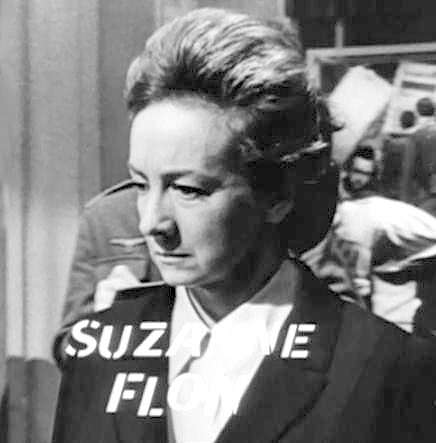
Suzanne Flon (Suzanne Quentin)
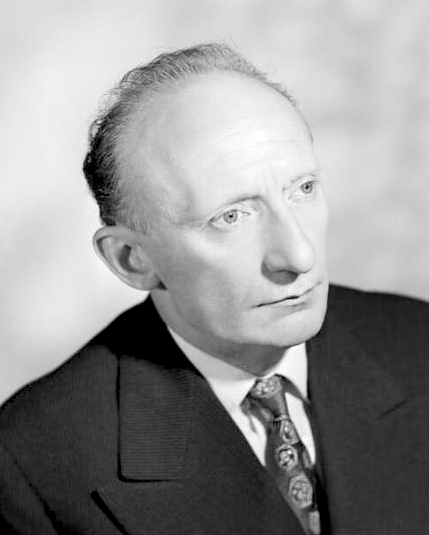
Lucien Raimbourg (le jardinier)
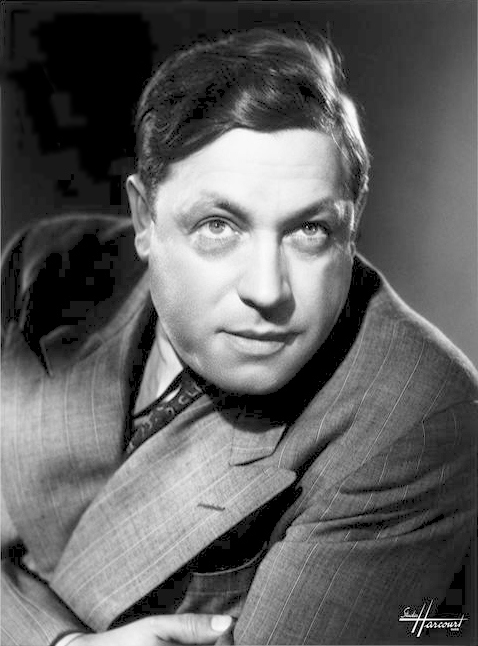
Paul Frankeur (Lucien Esnault)
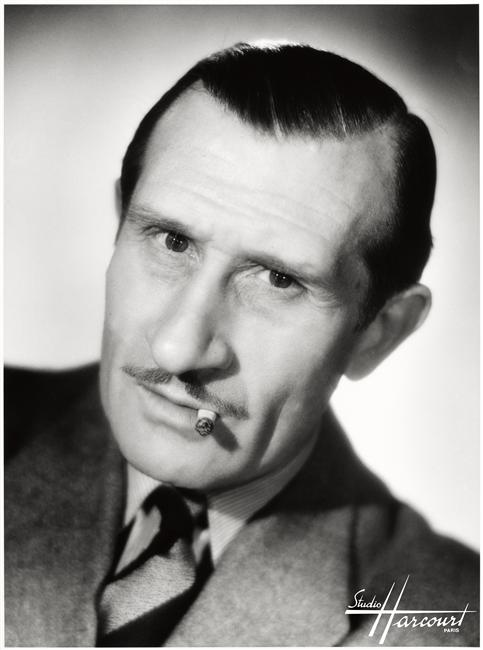
Noël Roquevert (le commerçant)
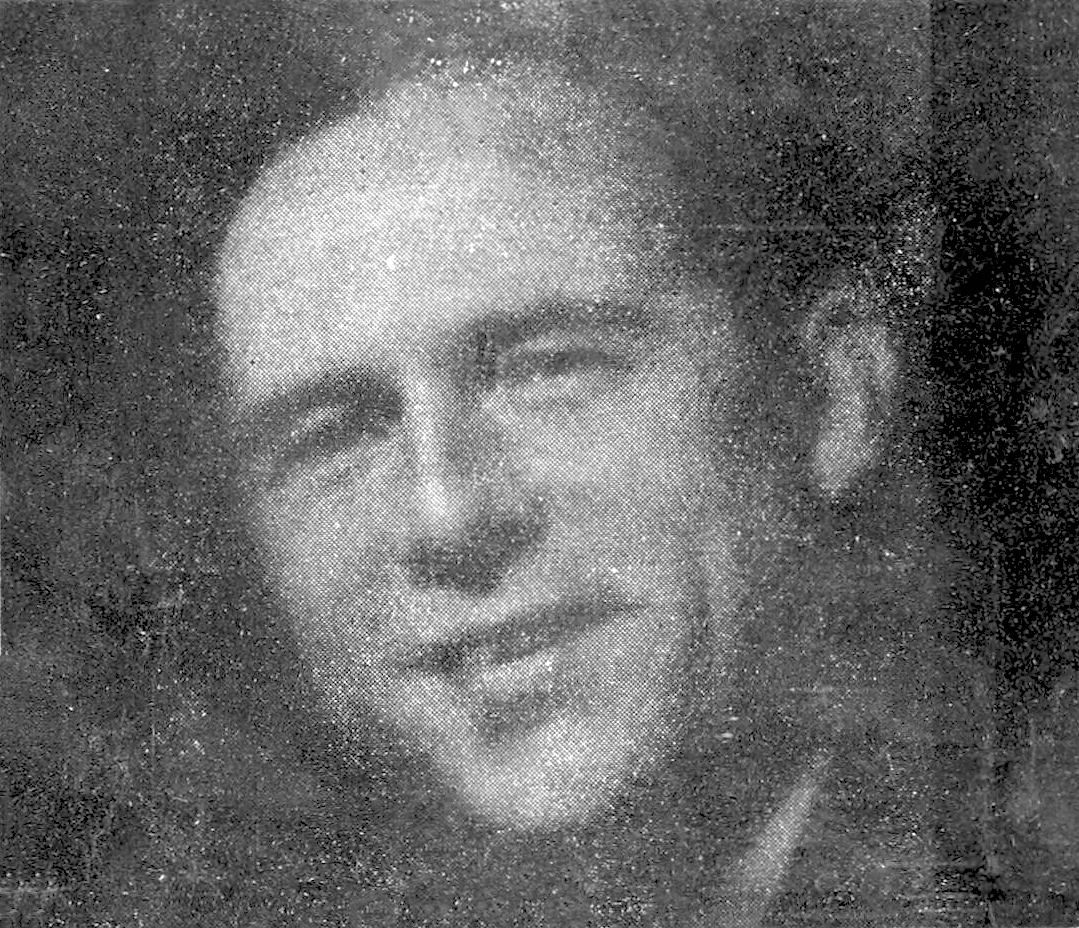
Camille Guérini (le maire)

## Fiche technique
Sauf indication contraire, les informations mentionnées dans cette section peuvent être confirmées par la base de données cinématographiques IMDb,  présente dans la section « Liens externes ».
- Réalisation : Henri Verneuil
  - Premier assistant réalisateur : Claude Pinoteau
  - Deuxième assistant réalisateur : Costa-Gavras
- Scénario : François Boyer, Henri Verneuil, Michel Audiard
  - Adaptation : François Boyer d’après le roman éponyme d’Antoine Blondin
  - Dialogues : Michel Audiard
- Musique : Michel Magne
  - Direction musicale : Jean Gitton[3]
  - Musique du tango Caminito : Juan de Dios Filiberto (en)
- Photographie : Louis Page
- Son : Jean Rieul ; Marcel Corvaisier[4] (perchman)
- Décors : Robert Clavel
- Photographe de plateau : Marcel Dole
- Montage : Monique Bonnot et Françoise Bonnot
- Production : Jacques Bar
  - Direction de production : Léon Sanz et Georges Valon
- Sociétés de production : Cipra, Cité Films
- Société de distribution : UFA - Comacico
- Studio de tournage : Studios Franstudio
- Tirage : Laboratoires Éclair, enregistrement Poste parisien, studios Franstudio
- Pays de production :  France
- Langue originale : français (secondairement anglais, allemand et espagnol)
- Genre : comédie dramatique
- Format : noir et blanc - 2,35:1 (Totalvision) - 35 mm – son monophonique
- Durée : 99 minutes
- Dates de sortie :
  - France : 11 mai 1962 ; 13 novembre 2013 (ressortie)
  - Allemagne de l'Ouest : 7 août 1962
  - États-Unis : 31 janvier 1963
- Classification CNC : tous publics, art et essai[5]
- Affiche : Jouineau Bourduge (France)

## Distribution
- Jean Gabin : Albert Quentin, patron de l'hôtel « Stella »
- Jean-Paul Belmondo : Gabriel Fouquet
- Suzanne Flon : Suzanne Quentin, la femme d'Albert
- Gabrielle Dorziat : Mme Victoria, la directrice de la pension Dillon
- Hella Petri : Georgina, la patronne du bar
- Marcelle Arnold : l'infirmière  de la pension
- Charles Bouillaud : le chauffeur de taxi
- Anne-Marie Coffinet : Simone, la serveuse de chez Esnault
- André Dalibert : Maurice, le brigadier
- Hélène Dieudonné : Joséphine, une habituée du café
- Geneviève Fontanel (de la Comédie-Française) : Marie-Jo, la serveuse de l'hôtel
- Gabriel Gobin : un habitué du café
- Sylviane Margollé : Marie Fouquet, la fille de Gabriel
- Lucien Raimbourg : le jardinier de la pension
- Hans Verner : un touriste allemand
- Paul Frankeur : Lucien Esnault, le patron du café
- Noël Roquevert : le patron du « Chic Parisien », surnommé « Landru »
- Camille Guérini : le maire du village (non crédité)
- Paul Mercey : le marchand de poissons (non crédité)
- René Hell : un habitué du café (non crédité)
- Édouard Francomme : un habitué du café (non crédité)
- Billy Kearns : un automobiliste américain (non crédité)
- Henri Verneuil : un officier allemand du générique (non crédité)
- Pierre Vaudier : un habitué du café (non crédité)
- Gaston Meunier : un touriste attablé à l'auberge (non crédité)
- Marcel Cuminatto : un touriste attablé à l'auberge (non crédité)

## Production
- C’est la seule fois où Jean Gabin et Jean-Paul Belmondo se rencontrent à l’écran. La star du cinéma français et l'acteur vedette de la Nouvelle Vague y nouent une amitié, l'aîné développant même un lien paternel avec le cadet[6].
- Le film est tourné durant l'hiver 1961-1962, sur la côte normande, notamment à Villerville, qui y apparaît sous le nom de Tigreville, mais également à Trouville-sur-Mer, Deauville, Houlgate, Hennequeville, Port-en-Bessin et Lisieux. La gare du début du film est celle de Trouville-Deauville.
- Originellement, le producteur souhaitait tourner un film tiré du roman de Roger Vercel, Au large de l'Eden, histoire d'une mutinerie menée par un capitaine de terre-neuvas. Le producteur Jacques Bar avait donc réservé un bateau chez un armateur de Saint-Malo. Gabin en montant sur le bateau trouve que « ça sent la morue », que ça lui donne mal au cœur, il ne veut pas faire le film. Michel Audiard propose alors d'adapter un livre de Blondin, Un singe en hiver.
- Dans la scène du flamenco chez Esnault, Belmondo ne danse pas, il est doublé pour les gros plans par un danseur espagnol[7]. Le montage permet facilement de s'en rendre compte, l'acteur étant lors de cette séquence systématiquement coupé au niveau de son ventre.
- La scène risquée de la corrida avec les voitures est exécutée par Belmondo[7].
- Henri Verneuil est présent dans le film au moment où son nom apparait à l'écran au générique : il est l'officier allemand qui monte l'escalier. Il est également et comme souvent la « voix » du haut-parleur de la gare.
- Le 22 septembre 2014, Jean-Paul Belmondo revient sur les lieux du tournage à Villerville à l'occasion d'un documentaire tourné pour TF1[8].
- À travers divers indices, on apprend que l'action du film (hormis la séquence initiale du bombardement d'été 1944) se passe en 1959. Gabriel Fouquet arrive à la pension Stella un jeudi 28 octobre ; or cette date tombait un mercredi cette année-là.
- Au titre des bizarreries, on peut remarquer la présence d'un buste de Voltaire dans une institution religieuse.

### 60eanniversairedu tournage à Villerville
En 2022, Villerville, comme en 2012 pour le 50e anniversaire, célèbre le 60e anniversaire du tournage par diverses manifestations (projections, expositions, conférences...). Le village est décoré avec les portraits des deux principaux acteurs.

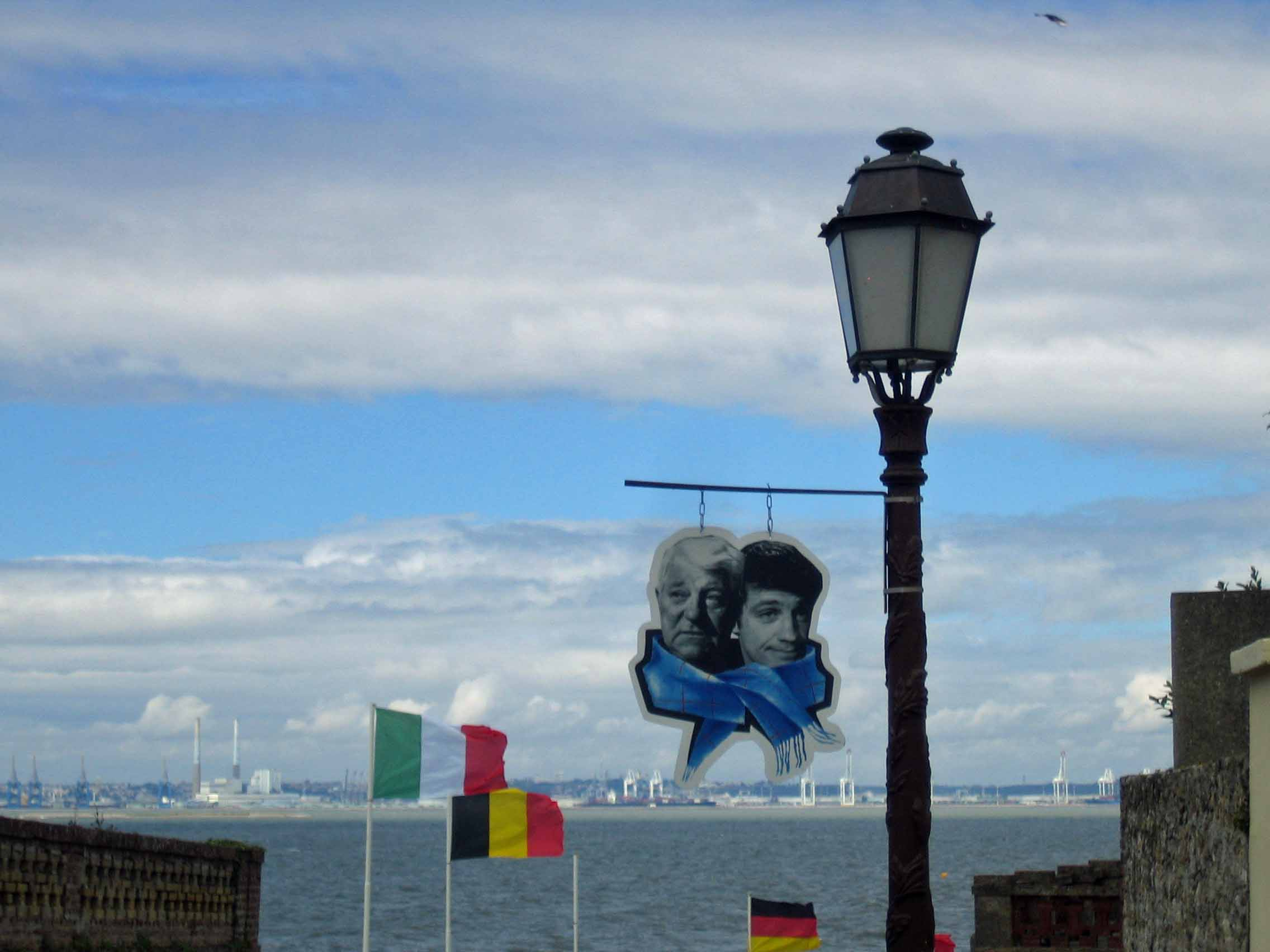
Enseigne, vers le casino.
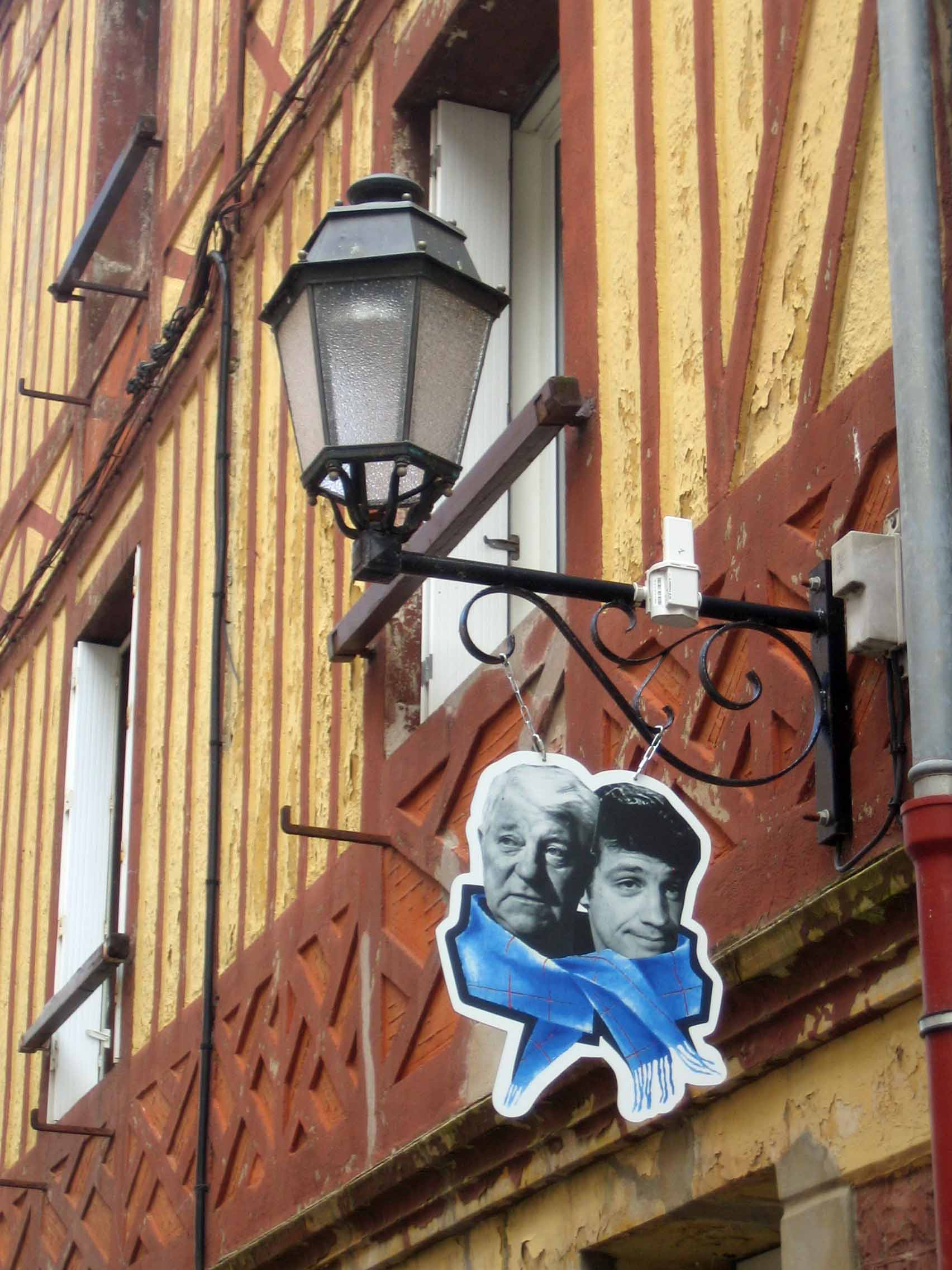
Enseigne, rue Abel-Mahu.

## Sortie et accueil
Le film ne fait pas l'unanimité à sa sortie. Si Robert Chazal de France-Soir écrit dans sa critique « On se doutait bien que la rencontre, dans le même film, de Jean Gabin et Jean-Paul Belmondo ne pouvait être qu'extraordinaire. Mais le résultat dépasse toutes nos espérances. Un singe en hiver est une réussite complète »,. Et pour Claude Mauriac du Figaro Littéraire, « Le miracle, c’est que Belmondo recrée plus encore Antoine Blondin [...] que Gabriel Fouquet, son héros. C’est la même désinvolture, la même fantaisie et, le soleil de joie de vivre caché, le même obscurcissement du visage et de l’âme avec cette inextinguible, cette pathétique petite lumière subsistante. ».
François Truffaut fait également l'éloge de Belmondo à propos de ce film : « Pour moi cela ne fait aucun doute, Jean-Paul Belmondo est le meilleur acteur actuel, le meilleur et le plus complet. Si l’idée de tourner des remakes ne lui répugnait pas, il pourrait, sans effort et sans souffrir de la comparaison, reprendre les rôles de Gabin [...], de Fernandel [...], ou de Gérard Philipe [...] ».
Mais d'autres critiques sont plus partagées. Ainsi dans Télérama, Gilbert Salachas écrit « L’humanité est mesquine et la vie un pesant fardeau pour les sages et les seigneurs (…), telle est la sinistre “morale” de cette œuvre à la fois piètre et révoltante dans son esprit. »
Le ministère de la Santé essaye d’interdire le film, y voyant une apologie de l’alcool et une publicité trop évidente de certaines marques sur les cendriers du bar, notamment celles d'alcools locaux. Finalement, aucune scène de soûlographie n'est coupée mais le film est interdit aux moins de 18 ans,.
Le film sort en mai 1962 et prend la tête du box-office parisien durant deux semaines avec 132 194 entrées cumulées dans les quatre salles qui le diffusent. Lors de sa sortie initiale, Un singe en hiver totalise 2 023 031 entrées, ce qui lui vaut de se hisser dans le top 15 des meilleures entrées de 1962, résultat loin de l'accueil attendu et des entrées de West Side Story et du Jour le plus long[pas clair]. Avec les reprises dans les salles jusqu'en décembre 2008, Un singe en hiver enregistre 2 417 209 entrées. En novembre 2013, la reprise dans les salles du long-métrage rassemble 1 025 entrées.